# Montpellier Métropole ASPTT
 (janvier 2016).
Si vous disposez d'ouvrages ou d'articles de référence ou si vous connaissez des sites web de qualité traitant du thème abordé ici, merci de compléter l'article en donnant les références utiles à sa vérifiabilité et en les liant à la section « Notes et références ».
Montpellier Métropole ASPTT est un club omnisports membre de la Fédération sportive des ASPTT.
Association loi de 1901, il regroupe 4 000 adhérents répartis en 25 activités.[réf. nécessaire]

## Historique
Le club est créé en 1931 par Léon Cazal avec deux sections : pétanque et football. Dès 1934 est créée la Section TENNIS (TC PTT). À la sortie de la guerre, le président est Benistand et le club compte neuf sections : football, pétanque, athlétisme, basket-ball, cyclisme, gymnastique, natation, tennis et volley-ball.
En 1963, le club achète le terrain où verra le jour le complexe sportif, situé route de Vauguières. Le centre sportif est inauguré en 1967 par le ministre des PTT[réf. souhaitée]. En 1967, l'association est élue meilleure ASPTT de France[réf. nécessaire].
Au seuil des années 70, l’ASPTT présente un éventail de quinze sports avec des nouvelles disciplines telles rugby, équitation, karting, handball, tennis de table et ski. De 1969 à 1976, de nouvelles sections sont créées : patinage, bridge, randonnée pédestre, judo et natation synchronisée. La piscine Nakache est inaugurée en 1976. Léon Cazal part à la retraite et laisse sa place à son adjoint Gérard Hugon qui devient le nouveau secrétaire général et régional.
De 1976 à 1991, différents présidents se succèdent (Mrs Cottalorda-Barbou-Robert-Deslandes-Lorin-Archimbaud-Longre) et mettent en place de nouvelles activités : modélisme, cyclotourisme, aïkido, golf, plongée et aquagym. L’ASPTT Montpellier propose alors 25 activités différentes.
Les années 90 débuteront avec l'organisation du 60e anniversaire et l'inauguration des terrains de football. Ainsi, l’ASPTT possède alors un complexe sportif de quatre hectares avec gymnase, piscine, deux terrains de football, cinq courts de tennis en terre battue, quatre courts en dur et un club-house. Au niveau sportif, l’ASPTT lance la course internationale cycliste Montpellier-Barcelone[réf. souhaitée]. Gérard Hugon part en 1997 et est remplacé par Julien Roussel au poste de secrétaire général et régional. Alain Valentin devient président général.
En 2000, Julien Roussel démissionne et Daniel Delrey le remplace dans ses fonctions de secrétaire général et régional. De nouvelles activités se mettent en place : échecs, théâtre, danses de salon. L'année 2003 est marquée par la cession du patrimoine à la ville de Montpellier[réf. souhaitée] et l'arrivée de Bruno Signe, en tant que président général en remplacement d’Alain Valentin.
En 2006, l'ASPTT Montpellier fusionne avec le club de volley Lattes VAC qui devient le LAMVAC. En 2007, le siège social est réhabilité.
En 2008, Daniel Delrey devient président général la même année aux côtés d'Alain Puglièse qui est élu secrétaire général pendant 5 ans. Le club fusionne avec le Tennis club de Grammont (12 terrains en greenset et 2 couverts).
Michel Parache est élu secrétaire général[Quand ?]. Une nouvelle activité est proposée : Zumba. En 2014, Alain Heyraud est élu président général en remplacement de Juliette Llahi. En 2015, l’activité marche nordique est proposée.

## Les sections sportives de 1931 à 2017
| Section               | Date de création |
| --------------------- | ---------------- |
| Athlétisme            | 1941             |
| Aquagym               | 1991             |
| Babysport             | 2011             |
| Basketball            | 1941             |
| Boules                | 1931             |
| Bridge                | 1970             |
| Cyclisme              | 1945             |
| Cyclotourisme         | 1977             |
| Danses                | 2001             |
| Echecs                | 2001             |
| Equitation            | 1969             |
| Karting               | 1959             |
| Aïkido                | 1985             |
| Football              | 1931             |
| Golf                  | 1986             |
| Gymnastique           | 1941             |
| Handball              | 1965             |
| Judo                  | 1974             |
| Kidisport             | 2008             |
| Kidisport +           | 2012             |
| Marche Nordique       | 2015             |
| Modélisme             | 1977             |
| Natation              | 1942             |
| Natation synchronisée | 1972             |
| Patinage              | 1970             |
| Plongée               | 1983             |
| Randonnée pédestre    | 1974             |
| Rugby                 | 1953             |
| Ski                   | 1962             |
| Tennis                | 1941             |
| Tennis de table       | 1952             |
| Voile                 | 1977             |
| Volleyball            | 1941             |
| Zumba                 | 2011             |

## Palmarès

### Athlétisme
- 1979 : Thierry Roudil, Guy Chastan et Guy Berthelot sélectionnés en équipe de France de Décathlon
  - Les équipes  féminines et masculines accèdent à la 3e division
- 1980 : championnat de  France junior : Thierry Richard 1er du saut en longueur et sélectionné en équipe de France
  - Sandrine Tortin médaille de Bronze en poids
- 1983 : Pascal  Debacker 1/2 finaliste aux championnats du Monde à Helsinki
- 1986 : Pascal  Debacker champion de France du 3 000 m steeple
  - Pascal Debacker 8e du 3 000 m steeple aux JO de Los  Angeles
- 1988 : Jean-Francois  Matha champion de Fce cadet du 1 500 m steeple et Magali Pancrazi sélectionnée en équipe de France d'athlétisme (Cross)
- 1990 : Jean-Bernard Royer Vice-championne de Fce Indoor épreuves combinées

### Basket
- 1979 : Accession de l'équipe féminine en N3
- 1980 : Accession de l'équipe masculine en N4
- 1982 : Seniors féminines en Nationale 3 et Seniors masculins en Nationale 4
- 1985 : Stéphanie Caron présélectionnée en équipe de France cadette
- 1988 : Stéphanie Santa sélectionnée en équipe de France cadette
- 1990-1991 : Retour des SF en Nationale 3
- 1991-1992 : Maguelone Guiral sélectionnée en équipe de France Cadettes

### Pétanques
- 1979 : 3 équipes en 2e division
- 1991 : 2 quadrettes en championnats de France
  - Luc Ayral et Philippe Plaud sélectionnés en équipe de France espoir

### Cyclisme
- Dans les années 70, Pierre Causse fait le bonheur de la section avec plus de 70 victoires à son palmarès.
- Dans les années 80, Philippe Casado et Stéphane Goubert[1] évoluent au  plus haut niveau amateur (Elite 1) avant de devenir professionnel
- 1988 : Organisation  de la 1re édition de la compétition internationale Montpellier/Barcelone
- Dans les années 90, Christophe Laurent évolue au plus haut niveau amateur (Elite 1) avant de devenir professionnel
- 1996 : Régis Balandraud vainqueur d'étape sur Montpellier/Barcelone
- 1998 : Régis Balandraud vainqueur du Tour de Guadeloupe
- 1990 : Cyrille Normand Vice-champion Fce Junior VTT
- 2000 : la section accède à la Nationale 2

### Football
- 1945 à 1955 : Championnat DH masculin
- 1988-1989 : Retour en DHR  après plus de 30 ans
- 1995 : -17 ans accèdent au championnat de Fce
- 1998 : -15 ans accèdent championnat de Fce et retour des séniors en DHR après presque 10 ans
- 2011 : Senior Féminine en DH[2]

### Judo
- 1976 : C. Jauffret. Médaille de bronze aux championnats de France cadets et participation aux sélections pour les championnats d'Europe
- 1978 : Arnaud Perrier. Vice-champion de France espoir
- 1988 : Arnaud Perrier. Champion de France, 3e au tournoi international de Bucarest et sélectionné en équipe de France
- 1992 : Arnaud Perrier[3] 3e au tournoi international de Paris en - de 90 kg
- 1998 : Frédéric Farrieux qualifié en équipe de France Junior
- 2014 : David Nicoleau Qualifié pour les  Championnats de France + de 100 kg et médaille de Bronze aux championnats du Monde Vétérans + 100 kg en Espagne[4]

### Natation
- 1978 : Charles Demory médaillé d'argent et de bronze aux championnats de France (brasse)
- 1980 : 1er club régional et 25e club national
- 1980 : Thierry Jamet Médaille bronze championnats de France
- 1984 : Jeux paralympiques de New York, Bernard Micorek[5] médaillé d'Argent au 100 dos et de bronze au 200 4N, 100NL et 400NL[6] et Corinne d'Urzo médaillée de bronze 50 dos
- 1985 : Olivier Barberan sélectionné en équipe de Fce cadet
- 1988 : Jeux paralympiques de Séoul : Bernard Micorek médaillé d'or au 100 br et 100 dos, d'argent au 100NL, 400NL et 200 4N et bronze au 100 pap[6]
- 1996 : Virginie Saïdi sélectionnée en Équipe de Fce Junior et participation à la COMEN à Athènes
- 1998 : Charline Maseras Vice Championne de Fce Minime 50NL
- 2000 : Charline Maseras médaille de bronze championnat de fce cadet sur 50NL
- 2002 : Yannick Cadhilac sélectionné en équipe de Fce minime
- 2003 : Yannick Cadilhac qualifié pour la coupe de la COMEN à Casablanca
- 2004 : Mylène Lazare sélectionnée en équipe de France juniors et participation à la Coupe Latina (Argentine)
- 2005 : Mylène Lazare championne de Fce junior 200NL
- 2006 : Mylène Lazare championne de Fce junior 50NL
- 2007 : Mylène Lazare double championne de Fce junior (50 et 100NL)
- 2008 : Mylène Lazare Championne d'Europe en relais 4x200NL à Eindhoven[7]
- 2009 : Claire Polit vice-championne de France jeune sur 50 m brasse sélectionnée en équipe de France pour la FOJE.
  - Claire Polit et Sébastien Vigroux sélectionnés pour la coupe de la COMEN à Belgrade.
- 2010 : Claire Polit Championne de France jeune 100 m brasse, record de France 15 ans sur 50 m brasse et sélectionnée  en équipe de France Junior.
- 2011 : Claire Polit Championne de France Jeune sur 50 m, 100 m et 200 m brasse et médaille de bronze[8] du 50m brasse au championnat du monde Junior à Lima.
- 2012 : Amandine Laganier sélectionnée pour la coupe de la COMEN à Saint-Marin.
  - Claire Polit et Baptiste Perdu qualifiés en équipe de France jeune
- 2013 : Léa Xavier Vice-championne de France jeune 100 m brasse
- 2014 : Claire Polit[9], championne de France sur 100m brasse et sélectionnée[10] aux championnats d'Europe à  Berlin.
  - Fanny Deberghes[11] vice-championne France 200 m brasse
- 2015 : Fanny Deberghes championne de France du 200 m brasse et vice-championne de France du 50 m et 100 m brasse, qualifiée en équipe de France[12] pour les championnats du monde à Kazan.
  - Baptiste Perdu sélectionné pour la Coupe de la COMEN en Grèce
- 2016 : Fanny Deberghes[13] championne de France du 50m et 100 m brasse et qualifiée pour les JO de RIO[14],[15],[16] au titre du relai 4 x 100 m 4N.

### Patinage artistique
- 1978 : Fernand Hurtado et Sonia Koprivica Champions de Fce jeunes en couple
- 1981 : Sonia Koprivica championne de France espoir
  - Cathy Galiere et Lionel Delieutraz Champions de France juniors en couple
- 1982 et 1983 : Cathy Galiere et Lionel delieutraz  Vice-champions de France seniors en  couple

### Plongée sous-marine
- 2015 : Vanessa Perret, apnéiste de haut niveau, nouveau record de France d’Apnée aux championnats de France à Chartres et médaille de bronze aux championnats du monde à Belgrade[17]

### Ringuette
- 1986 : Équipe filles vice championne de France et 4 joueuses sélectionnées en Équipe de France
- 1987, 1988 et 1989 : Championne de France

### Tennis
- 1968 : Equipe masculine championne de France Division 4
- 1974 : Equipe masculine championne de France Division 2
- 1978 : M.C. Calleja championne de FRANCE Minime et demi-finaliste cadette
- 1979 : Équipe féminine Championne de FRANCE Interclubs accède à la 1re division et Dominique Oustric championne de FRANCE UNIVERSITAIRE
- 1979 : 2 équipes en 1ere division (féminine et masculine)
- 1979   Catherine TANVIER championne de FRANCE Minime
- 1992 : Retour de l'équipe féminine en N2
- 1996 : Équipe féminine championne de FRANCE  corporative
- 1997 : Virginie  Razzano Championne de Fce et championne du monde Minime
- 1998 : Retour de équipe masculine en N2
- 1999 : Laurie  Fayolle-Evrat Championne de Fce en double cadette
- 2000 : Retour de l'équipe féminine en N1B
- 2001 : Équipe dames +de 45ans médaillée de bronze aux championnats de Fce
- 2007 : Benoît Paire 8e de finaliste à Roland Garros Junior
- 2009 : Gracia Radovanovic (-30) participe à Roland Garros juniors
- 2013 : Séverine Beltrame, vainqueur des tournois ITF de Montpellier – Gap – Les contamines et  participation à Roland Garros en simple dame, doubles dames et mixte
- 2014 : Charlène Seatun championne de France Double dames et vainqueur du tournoi ITF au Pontet 
  - Virginie Razzano revient au club avec l'équipe N1B[18]
  - Chrystel Mangenot et Juliette Llahi, championnes de France en doubles dames + 55 ans
- 2015 : Accession de l'équipe féminine en N1A[19]
  - Chrystel Mangenot championne du Monde par équipe (+ 55 ans) à La Baule[20]
- 2016 : L'équipe féminine de tennis termine dans le TOP 6 français.

### Tennis de table
- 1980 : Pierre Chassagne champion de Fce handisport et médaille  d'argent en individuel et médaille d'or par équipe aux JO handisports de  Arnhem (Pays-Bas).
- 1982 : Accession de  l'équipe féminine en N2

## Articles Connexes
- Fédération sportive des ASPTT
- ASPTT Montpellier Volley ball